# Lauthiers
Lauthiers – miejscowość i gmina we Francji, w regionie Nowa Akwitania, w departamencie Vienne.
Według danych na rok 1990 gminę zamieszkiwało 66 osób, a gęstość zaludnienia wynosiła 8 osób/km² (wśród 1467 gmin regionu Poitou-Charentes, Lauthiers plasuje się na 912. miejscu pod względem liczby ludności, natomiast pod względem powierzchni na miejscu 926.).